# Alexander Fleming
Pour les articles homonymes, voir Fleming.
Alexander Fleming est un médecin, biologiste et pharmacologue britannique, né le 6 août 1881 à Darvel, Ayrshire en Écosse et mort le 11 mars 1955 à Londres. Il a publié de nombreux articles concernant la bactériologie, l'immunologie et la chimiothérapie.
Ses découvertes les plus connues sont celle de l'antibiotique appelé pénicilline qu'il a isolée à partir du champignon Penicillium notatum en 1928, découverte pour laquelle il a partagé le prix Nobel de physiologie ou médecine avec Howard Walter Florey et Ernst Boris Chain en 1945, et celle de l'enzyme lysozyme en 1922.

## Biographie
Alexander Fleming naquit dans une ferme de Lochfield près de Darvel dans l'East Ayrshire en Écosse. Il était le troisième enfant du second mariage de Hugh Fleming (1816-1888) avec Grace Stirling Morton (1848-1928) qui eurent ensemble quatre enfants. De son premier mariage, Hugh Fleming avait déjà la charge de quatre enfants. Son père mourut quand Alexander eut sept ans. Malgré les difficultés entraînées par ce décès, Alexander garda un bon souvenir de son enfance ; il attribua son don d'observation à cette vie campagnarde. Il fréquenta l'école locale puis, pendant deux ans, grâce à une bourse, l'Académie Kilmarnock.
À l'âge de treize ans, il accompagna un beau-frère à Londres pour y rejoindre un de ses frères qui y avait déjà une clientèle de médecin. Là il suivit des cours à l'école polytechnique de Regent Street à Londres tout en travaillant dans un bureau de navigation pendant quatre ans. En 1900, à l'époque de la guerre des Boers, il s'engagea avec deux de ses frères, John et Robert, dans la section des volontaires du régiment écossais de Londres ; leur unité resta en Grande-Bretagne. À vingt ans, Fleming hérita d'un peu d'argent d'un de ses oncles, John Fleming. Son frère aîné, Tom, était déjà médecin ophtalmologiste et il lui suggéra la même carrière : Alexander, qui avait pris des cours du soir dans des matières comme le latin, réussit l'examen d'entrée à l'école médicale de l'hôpital Sainte-Marie de Londres qu'il intégra en octobre 1901.
Encore étudiant, il entre en 1906 dans le service d'inoculation du laboratoire d'Almroth Wright. Il obtint son M.B. puis son B.Sc. avec médaille d'or de l'université de Londres en 1908 ; il passa son diplôme de chirurgien en 1909 et devint chargé de cours à l'hôpital Sainte-Marie jusqu'en 1914. Intégré à l'équipe de Wright, Fleming publie dès 1908 dans le Lancet pour y défendre les considérations développées par son patron autour de « l'indice opsonique ». Parallèlement à ces fonctions, Fleming s'était fait une spécialité du traitement de la syphilis par le Salvarsan mis au point en 1910 par Ehrlich : il administrait le Salvarsan par voie intraveineuse, une technique que maîtrisaient peu de ses collègues. Cette activité, lucrative, établit les premières bases de sa renommée. Il servit pendant la Première Guerre mondiale dans le Corps des médecins militaires. Avec nombre de ses collègues, il travailla dans les hôpitaux de campagne sur le front occidental en France. Il fit partie de l'équipe de Wright à Boulogne. Entré avec le grade de lieutenant, il finit la guerre capitaine et obtint une citation militaire britannique. Pendant la guerre, l'équipe de Wright produit un grand nombre d'articles attaquant l'emploi des antiseptiques pour traiter les blessures de guerre. En 1918, il revint à l'hôpital Sainte-Marie, qui était un centre d'enseignement. En 1919, il est promu Directeur assistant du département d'inoculation. En 1927, il fut nommé à la chaire de bactériologie à la faculté de médecine de Londres. En 1928, il fut nommé professeur de biologie à l'hôpital Sainte-Marie.
Franc-maçon très actif, il fut Vénérable Maître puis secrétaire de la London Scottish Rifles Lodge no 2310. Il fut également Vénérable Maître puis secrétaire de la Sancta Maria Lodge no 2682. Encore Vénérable Maître et plus tard trésorier de la Misericordia Lodge no 3286. À partir de 1935 et jusqu'en 1948, il fut dignitaire de la Grande Loge unie d'Angleterre. Il fut également membre d'honneur de la Grande Loge de New York aux États-Unis d'Amérique.

## Son travail avant la découverte de la pénicilline

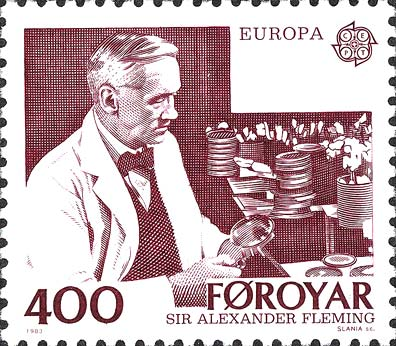
Timbre des îles Féroé (1982).

Après la guerre, Fleming fit des recherches sur les agents antibactériens, parce qu'il avait été témoin de la mort d'un grand nombre de soldats, victimes de la septicémie. Les antiseptiques anéantissaient les défenses immunologiques du patient plus vite qu'ils ne tuaient les bactéries qui l'avaient envahi. Dans un article de The Lancet paru pendant la Première Guerre mondiale, Fleming avait expliqué pourquoi les antiseptiques tuaient plus de soldats que les maladies elles-mêmes. Ils travaillaient correctement sur la peau, mais les blessures profondes avaient tendance à abriter des bactéries anaérobies et les antiseptiques paraissaient éliminer surtout des agents bénéfiques qui auraient protégé efficacement les patients. Sir Almroth Wright soutint fortement les conclusions de Fleming. Malgré tout, pendant la Première Guerre mondiale, la plupart des médecins militaires n’en continuèrent pas moins à utiliser des antiseptiques, même dans les cas où leur usage aggravait l'état des patients.
En 1921 Fleming s'occupa à mettre au point de nouveaux vaccins. Il s'intéressait à l'étiologie de la grippe, qui voyait s'opposer alors les partisans de l'origine bactérienne et ceux de l'origine virale. Quand, en 1921 il manifesta les symptômes évoquant ceux de la grippe, il procéda à des prélèvements et des cultures systématiques de son mucus nasal. Il en isola une bactérie qu'il nomme « coccus AF ». Rapidement remis de ce qui s'avéra être non pas une grippe mais un simple coryza/rhume de cerveaux, Fleming n'en continua pas moins à expérimenter ces cultures dans l'intention de mettre en évidence le bactériophage qu'il supposait être à l'origine de sa guérison. Il mit au point une expérience à la suite de laquelle il arriva à montrer l'effet bactériolytique du mucus nasal. Cette expérience intitulée Bacteriophage, est décrite dans les Royal proceedings of the Royal Society. Dans la foulée, Fleming monta des expériences pour déterminer en quoi cet effet était spécifique soit de la bactérie soit de son mucus : il fut surpris de constater que le mucus de ses collègues avait le même effet. Il constata par ailleurs que les larmes, mais aussi d'autres tissus et sécrétions organiques, produisaient ce même effet. Ce fait mit à mal l'hypothèse du bactériophage, que Fleming dut positivement abandonner après d'autres expériences : il parvint en 1922 à la conclusion que c'était une protéide, plus précisément une enzyme, qui était la cause de l'effet bactériolytique observé. Il la nomma lysozyme (Wright renomma alors le « coccus AF », qui devient micrococcus lysodeikticus). C'est le premier antibiotique naturel identifié. Bien qu'elle n'ait pas donné lieu à des applications thérapeutiques, la découverte du lysozyme a joué un rôle important dans l'étude des mécanismes enzymatiques.
Huit ans plus tard, il découvrit — en fait redécouvrit après Ernest Duchesne — la pénicilline par accident, lors de l'observation d'une moisissure qui tua les bactéries d'une de ses expériences, et surtout il comprit et fit comprendre son intérêt médical.

## Une découverte accidentelle qui reste une démarche scientifique
À la suite de ses recherches et publications concernant les blessures de guerre, Fleming fait autorité dans le domaine des staphylocoques dans les années 1920. Vers 1927, on lui propose d'écrire un chapitre sur ces bactéries dans un livre publié par le Conseil de la recherche médicale. Pour honorer cette commande, Fleming se documente et conduit des expériences. Tombé sur un article établissant une corrélation entre la virulence des staphylocoques et les variations de couleur de leurs colonies, il décide de répéter l'expérience avec un jeune collègue recruté à cet effet, D.M. Pryce. C'est lors d'une visite de Pryce à Fleming en septembre 1928, que ce dernier est frappé par l'aspect inhabituel d'une des cultures qui lui rappelle une de ses expériences avec le lysozyme.
Le 3 septembre 1928, il enquêtait sur les propriétés des staphylocoques. Il était déjà bien connu à cette époque en raison de ses premières découvertes et il avait la réputation d'être un chercheur remarquable mais négligent ; il oubliait le plus souvent les cultures sur lesquelles il travaillait et son laboratoire était d'habitude en plein désordre. Après des grandes vacances, il remarqua que beaucoup de ses boîtes de culture avaient été contaminées par un champignon et les avait donc mises dans du désinfectant. Devant montrer son travail à un visiteur, il récupéra certaines des boîtes qui n'avaient pas été complètement immergées et c'est alors qu'il remarqua autour d'un champignon une zone où les bactéries ne s'étaient pas développées. Il isola un extrait de la moisissure, l'identifia correctement comme appartenant au genre penicillium et appela cet agent pénicilline.
Ce n'était certes pas la première fois qu'une culture bactérienne était infectée et, trente-deux ans auparavant, le jeune médecin militaire français Ernest Duchesne avait identifié un antagonisme entre les moisissures dues au penicillum glaucum, et les bactéries. Dans sa thèse de médecine du 1er décembre 1897 il expliquait avoir inoculé "à des cobayes des cultures de microbes pathogènes, simultanément avec des cultures de moisissures" et établi que ces moisissures de penicillium glaucum  pouvaient neutraliser la prolifération des bactéries, empêcher le développement d'infections bactériennes et assurer la survie des cobayes. Mais ses recherches ne furent pas poursuivies malgré ses souhaits et sa vision claire des possibles applications thérapeutiques: "On peut donc espérer qu'en poursuivant l'étude des faits de concurrence biologique entre moisissures et microbes, étude seulement ébauchée par nous, on arrivera, peut-être, à la découverte d'autres faits directement utiles et applicables à l'hygiène prophylactique et à la thérapeutique",.
Alexander Fleming comprit l'importance du phénomène et l'appliqua. Il étudia avec succès ses effets sur un grand nombre de bactéries et remarqua qu'il agissait contre des bactéries comme les staphylocoques et tous les pathogènes Gram-positifs (scarlatine, pneumonie, méningite, diphtérie), mais non contre la fièvre typhoïde ou la fièvre paratyphoïde, auxquelles il cherchait un remède à ce moment-là.

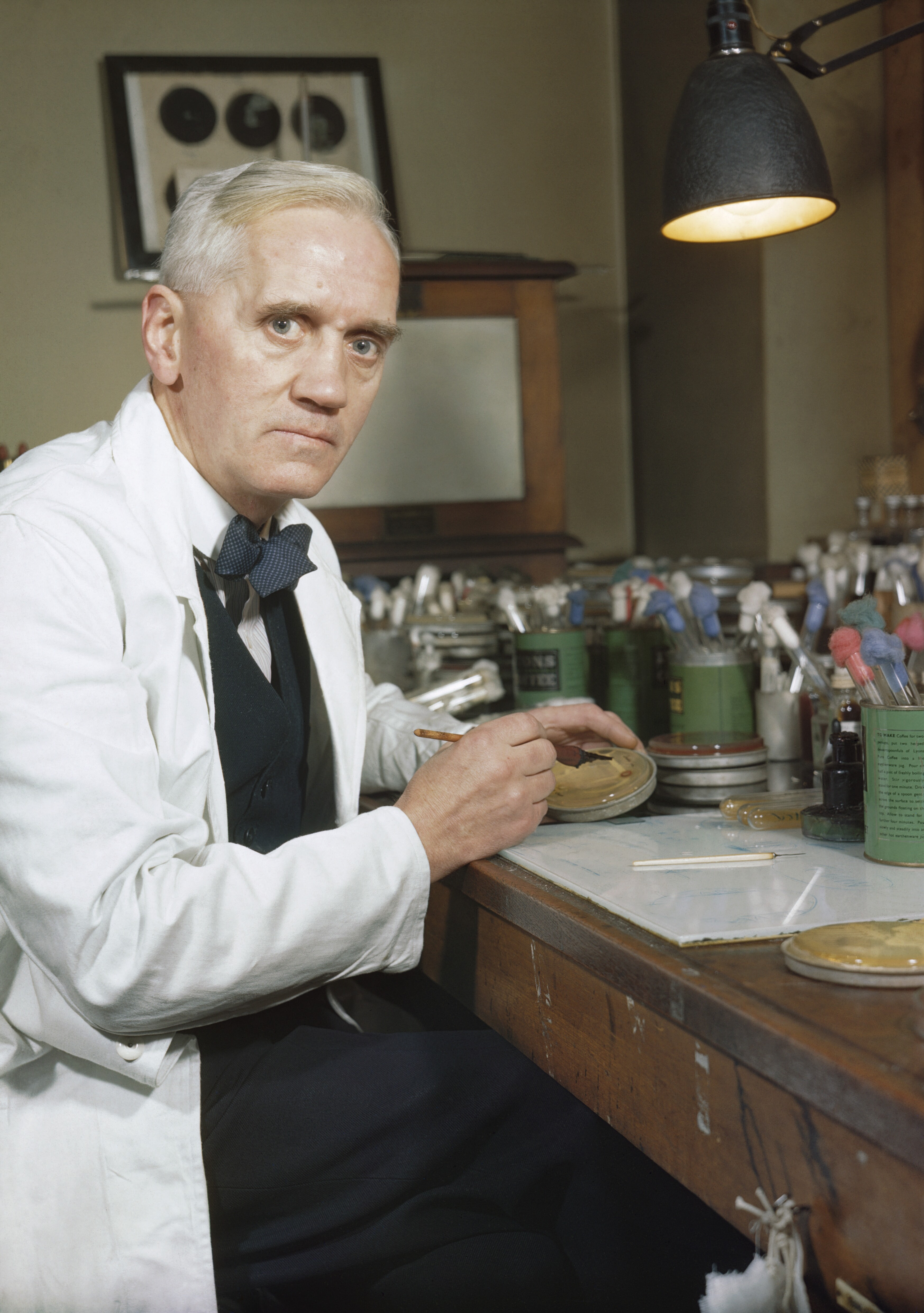
Durant la Seconde Guerre mondiale, Fleming, à l'époque toujours titulaire de la chaire de bactériologie à l'université de Londres, photographié dans son laboratoire de l’hôpital Sainte-Marie de Londres.

Sur sa découverte, Fleming publia en 1929 dans le British Journal of Experimental Pathology un article qui attira peu l'attention. Il continua ses recherches, mais constata qu'il était difficile de cultiver le penicillium et, même quand on y arrivait, il était encore plus difficile d'en extraire la pénicilline. Son impression était que, du fait de ce problème de production en grande quantité et parce que son action lui semblait lente, la pénicilline n'aurait guère d'importance dans le traitement des infections. Fleming s'était également persuadé que la pénicilline ne subsisterait pas assez longtemps dans le corps humain pour tuer des bactéries. Un grand nombre de tests cliniques se révélèrent peu concluants, probablement du fait qu'elle y était utilisée comme antiseptique.
Les lourds investissements consentis par les grandes entreprises pharmaceutiques dans la production de sulfamides constituèrent un énorme frein à ses recherches. En 1943, il réussit à guérir complètement Keith Rogers ; ce cas clinique remarquable montrait alors qu'il pourrait être intéressant pour un chimiste de continuer dans cette voie et de mettre au point une forme stable de pénicilline. En même temps qu'il s'adonnait à d'autres recherches, il continua jusqu'en 1940 à essayer d'intéresser un chimiste qui aurait assez d'adresse pour réussir. En 1940, la donne changea sur le plan pharmaceutique : il fallait remettre en état les blessés le plus vite possible.
La pénicilline n'a été employée pour soigner des malades qu'à partir de la Seconde Guerre mondiale.

## Purification sous une forme stable et production à échelle industrielle
Howard Florey dirigeait une grande équipe de chercheurs à la Sir William Dunn School of Pathology de l'université d'Oxford. L'équipe avait auparavant travaillé sur le lysozyme de Fleming et Florey avait lu l'article de Fleming qui décrivait les effets antibactériens de la pénicilline. En 1938 il voulut essayer de purifier trois substances prometteuses, en espérant qu'au moins une d'entre elles pourrait s'avérer utile. Une de ces trois substances était la pénicilline.
Ernst Chain trouva la façon d'isoler et de concentrer la pénicilline et il en théorisa correctement la structure. Peu de temps après que l'équipe eut publié ses premiers résultats en 1940, Fleming se présenta et demanda à voir où elle en était. Quand Chain lui eut demandé qui il était et que Fleming lui eut dit son nom, Chain s'écria « Je croyais que vous étiez mort ! »
Norman Heatley (en) eut l'idée de transférer dans l'eau le composant actif de pénicilline pour changer son acidité. Il put alors produire assez de médicament pour commencer à faire des tests sur les animaux.
Sir Henry Harris a dit en 1998 : « Sans Fleming, pas de Chain ni de Florey ; sans Chain, pas de Florey ; sans Florey, pas de Heatley ; sans Heatley, pas de pénicilline » De plus en plus de personnes s'impliquèrent dans l'équipe d'Oxford et, à un moment donné, c'est l'école Dunn entière qui se consacrait à la production de la pénicilline.
Après que l'équipe eut mis au point en 1940 une méthode pour obtenir enfin la pénicilline sous une forme stable et utilisable, plusieurs essais cliniques furent tentés. Le premier homme à recevoir des injections de cet antibiotique fut un policier britannique de l'Oxfordshire, du nom d'Albert Alexander, qui s'était griffé au visage avec les épines d'une rose et était atteint de septicémie à staphylocoque. Traité le 12 février 1941, son état s'améliora mais le temps de traitement insuffisant et la quantité de pénicilline disponible épuisée, n'empêchèrent pas l'infection et il mourut cinq jours plus tard,. Les essais suivants connurent plus de succès, si bien que l'équipe chercha comment la produire en grande quantité pour la distribuer massivement en 1945.
Fleming était modeste quant à sa participation à cette découverte et, en évoquant sa gloire, parlait du « mythe de Fleming » ; il réservait ses louanges à Florey et Chain qui avaient su transformer cette trouvaille de laboratoire en un médicament utilisable. Fleming avait tout de même été le premier à isoler la substance active, et lui avait donné son nom : pénicilline. C'est lui aussi qui pendant douze ans avait conservé, cultivé et distribué la moisissure originale, et jusqu'en 1940 il avait continué à tenter de convaincre tout chimiste assez habile de la préparer sous une forme stable, susceptible d'être produite en masse. Beaucoup de tentatives échouèrent dans l'entourage de Fleming quand on voulut stabiliser la substance avant que Florey, en 1938, eût organisé à Oxford une équipe de recherche biochimique nombreuse et expérimentée. C'est seulement alors qu'on put commencer ce travail immense et révolutionnaire.

## Antibiotiques
La découverte accidentelle de Fleming en septembre 1928 permettant d'isoler la pénicilline a marqué le début des antibiotiques modernes. Très tôt aussi, Fleming s'est rendu compte que les bactéries développaient une résistance aux antibiotiques chaque fois qu'on utilisait trop peu de pénicilline ou pendant une période trop courte. Almroth Wright avait prédit cette résistance aux antibiotiques même avant qu'elle eût été observée expérimentalement.
Dans beaucoup de ses discours à travers le monde, Fleming a insisté sur une utilisation correcte de la pénicilline. Il a recommandé de ne pas l'utiliser sans raison et en dehors d'un diagnostic correct, de ne jamais en utiliser trop peu, ou pendant une période trop courte, car c'est précisément dans de telles circonstances que se développe la résistance des bactéries aux antibiotiques.

## Récompenses reçues

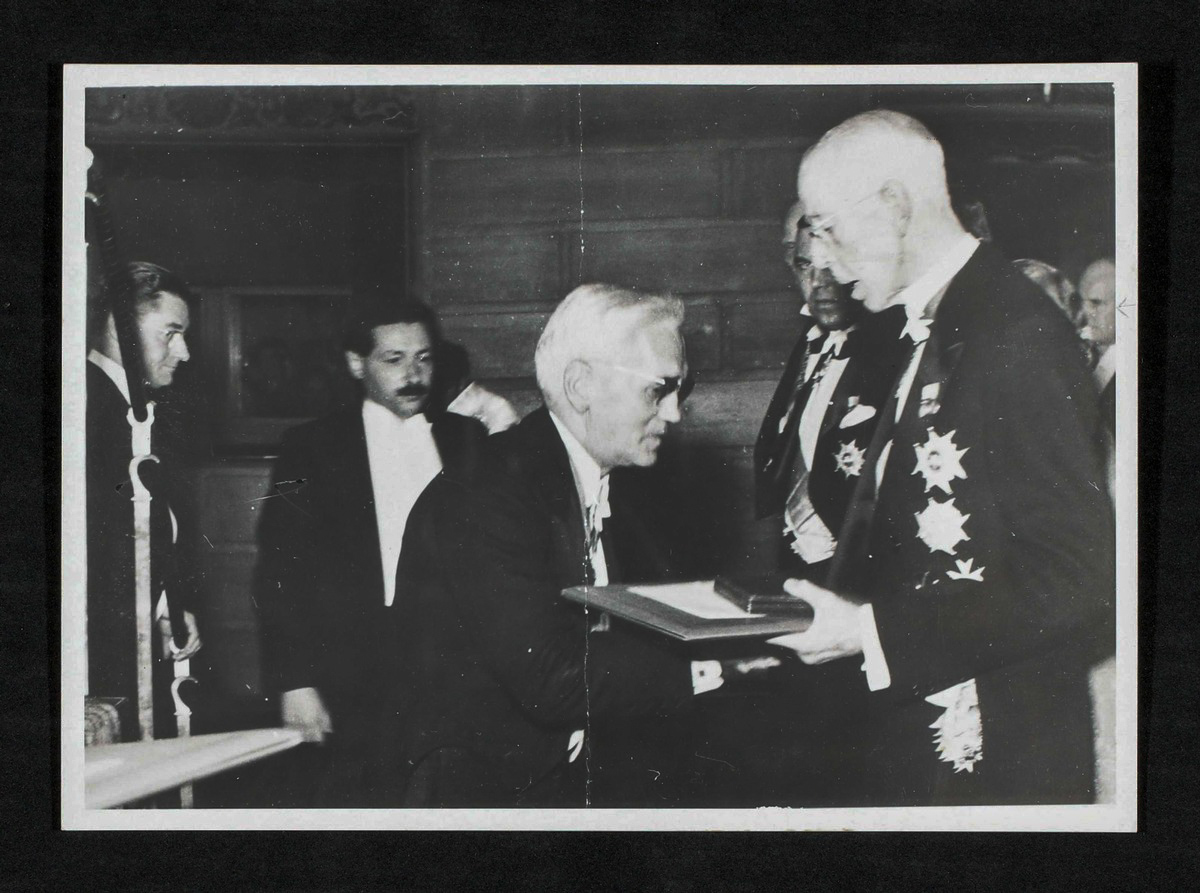
Sir Alexander Fleming recevant son prix Nobel de physiologie ou médecine en 1945.

- En 1945, il est colauréat avec Howard Walter Florey et Ernst Boris Chain du prix Nobel de physiologie ou médecine « pour la découverte de la pénicilline et de ses effets curatifs dans plusieurs maladies infectieuses[15] ».
- Il est nommé Sir par le roi  George VI du Royaume-Uni en 1944[16].
- Fleming a été fait Chevalier, Knight Bachelor en 1944, aussi par le roi George VI du Royaume-Uni[17].
- En 1951, il a été nommé recteur de l'université d'Édimbourg[16].
- Membre de l'Académie pontificale des sciences (Cité du Vatican).
- Membre de la Société royale de Londres, Royal Society of London, FRS (Fellow of de Royal Society).
- Membre du Collège royal des chirurgiens d'Angleterre (Royal College of Surgeons of England).
- Florey a reçu un titre de baron pour le travail qu'il avait réalisé en mettant la pénicilline, découverte par Fleming, à la portée du public, ce qui a permis d'épargner des millions de vies pendant la Seconde Guerre mondiale.
- En 1999, le magazine Time l'a nommé parmi les 100 personnes les plus importantes du XXe siècle.
- La découverte de la pénicilline a été considérée comme la plus importante du millénaire à l'approche de l'an 2000 par au moins 3 grands magazines suédois[réf. souhaitée]. Il est impossible de savoir combien de vies cette découverte a sauvées, mais certains de ces magazines ont donné un chiffre de près de 200 millions.
- La biographie écrite par Kevin Brown nous donne une liste de centaines de prix et d'honneurs accordés à Fleming.

### Décorations
- Grand-Croix de l'ordre d'Alphonse X le Sage en 1948 (Espagne)[18].
- Grand-Croix de la Légion d'honneur de la République française[19].
- Médaille du Mérite, décernée par le Président des États-Unis[19].
- Grand-Croix de l'Ordre du Phénix (Grèce)[19].

## Autres renseignements - Portrait
Le 23 décembre 1915, Fleming épousa Sarah Marion McElroy, originaire de Killala (Irlande). Leur fils, Robert, né en 1924, devint médecin généraliste. Fleming habite un appartement dans le quartier élégant de Chelsea et possède une maison de campagne dans le Suffolk.
Sarah étant décédée en 1949, Fleming se remaria le 9 avril 1953 avec Amalia Koutsouri-Voureka, une collègue grecque du St Mary's Hospital.
Fleming fut pendant longtemps membre du Chelsea Arts Club, un club privé qui réunissait les artistes de tous genres, fondé en 1891 à l'initiative du peintre James McNeil Whistler. Fleming fut admis après avoir fait des « peintures de germes » pour lesquelles il utilisait des spores de bactéries très pigmentées. Ces bactéries étaient invisibles pendant qu'il peignait, mais prenaient des couleurs brillantes une fois cultivées.
Serratia marcescens - rouge
Chromobacterium violaceum - pourpre
Micrococcus luteus - jaune
Micrococcus varians - blanc
Micrococcus roseus (en) - rose
Bacillus sp. - pourpre
Fleming était un fumeur irréductible et allumait sa nouvelle cigarette sur le mégot de l'ancienne.

## Légende
Alexander Fleming a nié la légende sur le financement de ses études par le père de Winston Churchill. Celui-ci aurait payé l'éducation de Fleming après que le père de celui-ci eut sauvé de la mort le jeune Winston embourbé dans un marais. Selon la biographie due à l'historien Kevin Brown, l'Homme de la pénicilline, il s'agit « d'une bien belle fable ». Il n'a pas sauvé non plus Winston Churchill pendant la Seconde Guerre mondiale. Churchill doit sa guérison à Lord Moran, qui a utilisé les sulfamides, puisqu'il n'avait aucune expérience de la pénicilline, à l'époque où Churchill est tombé malade à Carthage en Tunisie en 1943. Le Daily Telegraph et le Morning Post du 21 décembre 1943 ont écrit qu'il avait été sauvé par la pénicilline. Il est probable que, comme les sulfamides étaient une découverte allemande et que le Royaume-Uni était en guerre contre l'Allemagne, la fierté patriotique que suscitait la miraculeuse pénicilline a quelque chose à voir dans cette erreur.

## Dernières années
En 1947 à la mort de Wright, Fleming prend la direction de ce qui s'appelle alors le Wright Fleming Institute. En 1948 il accède à l'éméritat, gardant ses responsabilités à l'Institut jusqu'à sa retraite en 1954. Il continuera son travail de chercheur à l'Institut jusqu'à sa mort survenue le 11 mars 1955 d'une crise cardiaque à l'âge de soixante-treize ans. Il fut incinéré et ses cendres enterrées dans la crypte de la cathédrale Saint-Paul de Londres.
Sa découverte de la pénicilline avait révolutionné le monde des médicaments en ouvrant l'ère des antibiotiques ; la découverte de la pénicilline a sauvé et sauve toujours des millions de personnes.